# Lepanus illawarrensis
Lepanus illawarrensis är en skalbaggsart som beskrevs av Matthews 1974. Lepanus illawarrensis ingår i släktet Lepanus och familjen bladhorningar. Inga underarter finns listade i Catalogue of Life.